# Случайный
Случа́йный — посёлок в городском округе Электросталь Московской области России.
Расположен на востоке Московской области, примерно в 36 км к востоку от Московской кольцевой автодороги и 12 км к югу от центра города Ногинска.
В 11 км к югу от посёлка проходит Носовихинское шоссе, в 8 км к северу — Горьковское шоссе М7, в 1,5 км к востоку — Московское малое кольцо А107, в 3 км — пути Горьковского направления и хордовой линии Мытищи — Фрязево Ярославского направления Московской железной дороги. Ближайшие сельские населённые пункты — село Иванисово и деревня Бабеево.
К посёлку приписаны пять садоводческих товариществ (СНТ).
С 2006 по 2017 год посёлок входил в состав сельского поселения Стёпановское Ногинского района.

## Население
| 2002 | 2006 | 2010 |
| ---- | ---- | ---- |
| 8    | ↘6   | ↘1   |